# Barclays Arena
Die Barclays Arena (zuvor Color Line Arena, O2 World Hamburg und Barclaycard Arena) ist eine Multifunktionsarena für sportliche und kulturelle Veranstaltungen im Stadtteil Bahrenfeld in Hamburg. Sie liegt im Altonaer Volkspark in direkter Nachbarschaft des Volksparkstadions und der q.beyond Arena.
Die am 8. November 2002 eröffnete Halle ist 150 Meter lang, 110 Meter breit und hat eine Höhe von 33 Metern. Ihre maximale Kapazität beträgt 16.000 Besucher, bei Sportveranstaltungen durch den Wegfall der Innenraumplätze 13.000. Die Baukosten betrugen rund 83 Mio. Euro. Finanziert wurde der Bau der Arena vom finnischen Unternehmer Harry Harkimo und der Stadt, die Harkimo das Grundstück zum symbolischen Preis von einer Mark verkaufte sowie als vorbereitende Maßnahme für 12,38 Mio. Mark (ca. 6,3 Mio. Euro) die Verkehrsinfrastruktur verbesserte und für 5 Mio. Mark (2,6 Mio. Euro) eine Bodensanierung durchführen ließ. Im Oktober 2007 wurde die Halle für geschätzte 75 Millionen Euro an die Anschutz Entertainment Group verkauft.

## Geschichte
Um Standort, Konzept, Betreiber und Realisierung gab es einen jahrzehntelangen Streit. Schon Anfang der 1980er Jahre gab es Gedankenspiele, in Hamburg eine Großraumhalle für Sport- und Unterhaltungsveranstaltungen zu errichten. Diese wurden nie umgesetzt. Im Oktober 1985 nahm das Thema vorübergehend wieder Fahrt auf. Als mögliche Bauplätze wurden damals Gelände am S-Bahnhof Rübenkamp und in Hammerbrook ins Auge gefasst. 1997 wurde als Standort der Arena eine Deponiefläche im Altonaer Volkspark gewählt, die sich über dem Teilchenbeschleuniger HERA befindet.
Am 13. Juni 2001 fand die Grundsteinlegung für die Arena statt. Ihren Namen erhielt die Arena offiziell am 8. November 2001 nach der norwegischen Fährschiffreederei Color Line. Im März 2002 feierte man Richtfest und am 8. November 2002 wurde die Color Line Arena mit einem Konzert von Wonderwall, Sasha und Phil Collins feierlich eröffnet. Udo Lindenberg feierte in der Arena am 13. Februar 2004 mit seinem Panikorchester sein 30-jähriges Bühnenjubiläum. Von diesem Konzert ist eine Doppel-DVD erschienen. Die Böhsen Onkelz zeichneten am 5. Oktober 2004 in der ausverkauften Halle die Doppel-CD „Live in Hamburg“ auf und dokumentierten so ihre Abschiedstournee. Das Konzert war zugleich das letzte Hallenkonzert der Band vor der Wiedervereinigung. Im April 2005 verkaufte der Erbauer der Halle, der Finne Harry Harkimo, die Halle an die ebenfalls finnische Mediengruppe Rautakirja. Im November 2007 wurde die  Anschutz Entertainment Group aus Los Angeles neuer Eigentümer.
Am 13. April 2010 gaben die Anschutz Entertainment Group und Telefónica Germany die Umbenennung der Arena in O2 World Hamburg bekannt. Sie war damit nach der O2 World Berlin die zweite nach der Mobilfunkmarke O2 benannte Veranstaltungshalle in Deutschland und die fünfte in Europa. Die Partnerschaft der beiden Unternehmen war ursprünglich auf zehn Jahre angelegt, O2 verkündete jedoch das vorzeitige Ende des Engagements zum 30. Juni 2015 in Hamburg und Berlin.
Zum 1. Juli 2015 wurde Barclays für zehn Jahre Namenssponsor und seitdem trug die Arena den Namen Barclaycard Arena.
Im Oktober 2018 konnte in der Arena zu einem Konzert von Andreas Gabalier der 15-millionste Besucher seit der Eröffnung begrüßt werden. Neben einem Strauß Blumen gab es für die Gewinnerin und ihre Tochter ein persönliches Treffen mit dem österreichischen Sänger.
Im Herbst 2021 wurde die Arena im Zuge der Änderung des Markennamens Barclaycard in Barclays Bank in Barclays Arena umbenannt.

## Nutzung
Die Arena diente von 2002 bis 2016 der Eishockeymannschaft Hamburg Freezers und der Handballmannschaft HSV Hamburg als Austragungsort für ihre Heimspiele; Seit dem Neuanfang des HSVH zur Saison 2016/17 fanden die Heimspiele in der 3. Liga Nord und der 2. Handball-Bundesligagrundsätzlich in der Sporthalle Hamburg (Alsterdorfer Sporthalle) statt und nur in Ausnahmefällen in der Barclays Arena. Insbesondere fand am 2. Weihnachtstag des Jahres 2017 das Spiel gegen den VfL Fredenbeck in der Barclays Arena statt, wobei mit 9964 Besuchern ein Zuschauerrekord für ein deutsches Handball-Drittligaspiel erreicht werden konnte. Nach Vereinsangaben handelt es sich sogar um einen weltweiten Zuschauerrekord für ein Handballspiel in einer dritten Liga. Nach dem Aufstieg in die Handball-Bundesliga trägt der HSV Hamburg seine Heimspiele ab der Saison 2021/22 je nach Zuschauererwartung in einer der beiden Spielstätten aus, für das Spitzenspiel gegen den THW Kiel am 27. Mai 2023 spielt der HSVH, nach mehr als sieben Jahren, erstmals wieder in einer ausverkauften Barclays Arena.
Das jährliche Final Four des DHB-Pokals wurde bis 2022 hier ausgetragen und 2007 war die Arena einer der Spielorte der Handball-Weltmeisterschaft.
Am 16. November 2005, 13. November 2009 und 2. November 2012 gastierte World Wrestling Entertainment mit der „Survivor Series Tour“ in der Arena, wobei die erste Veranstaltung eher schwach besucht war und letztere mit 14.000 Zuschauern beinahe ausverkauft war. In der Halle finden außerdem regelmäßig Konzerte aus allen Musikrichtungen statt. Am 22. und 23. April 2017 fand in der Arena das Finale des Spring Splits 2017 der European League of Legends Championship Series statt. 2017 war die Halle Spielort der Handball-Weltmeisterschaft der Frauen und 2019 der Handball-Weltmeisterschaft der Männer und des World Cup of Darts. Während der gesamten Eishockeysaison bestand im Innenraum eine Eisfläche. Für Konzerte, Handballspiele und andere Veranstaltungen, bei denen keine Eisfläche benötigt wurde, deckte man diese innerhalb kurzer Zeit mit Isolierplatten ab.
Für den 26. April 2020 war das Bundesligaspiel der Basketballmannschaft der Hamburg Towers gegen den FC Bayern München in der Arena geplant. Nach Angaben des Clubs waren Anfang Januar des Jahres rund 8000 Karten für das Spiel verkauft. Aufgrund der Covid-19-Pandemie konnte dieses Spiel dann jedoch nicht stattfinden.

## Galerie

Früheres Logo
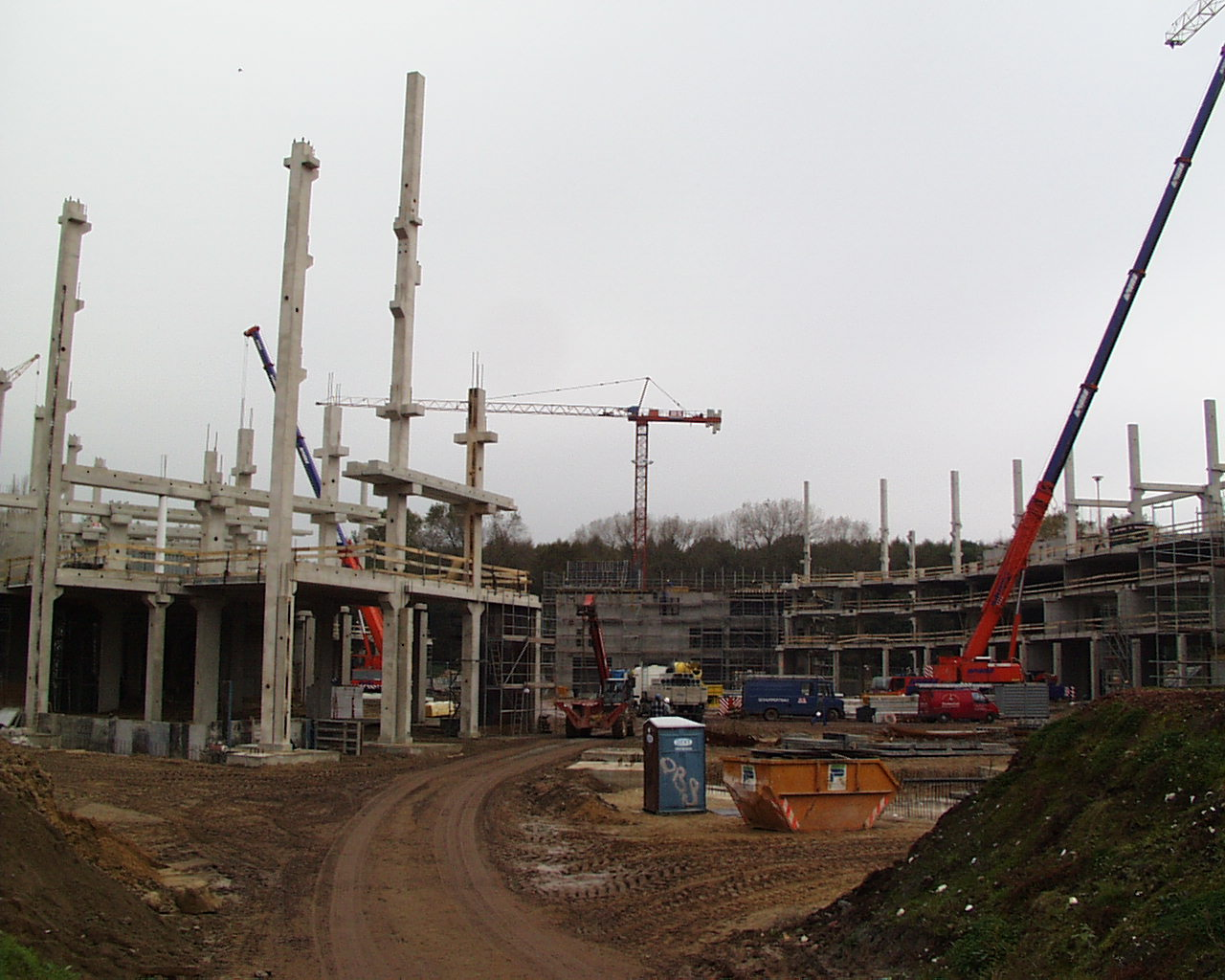
Baustelle der Color-Line-Arena am 25. Oktober 2001
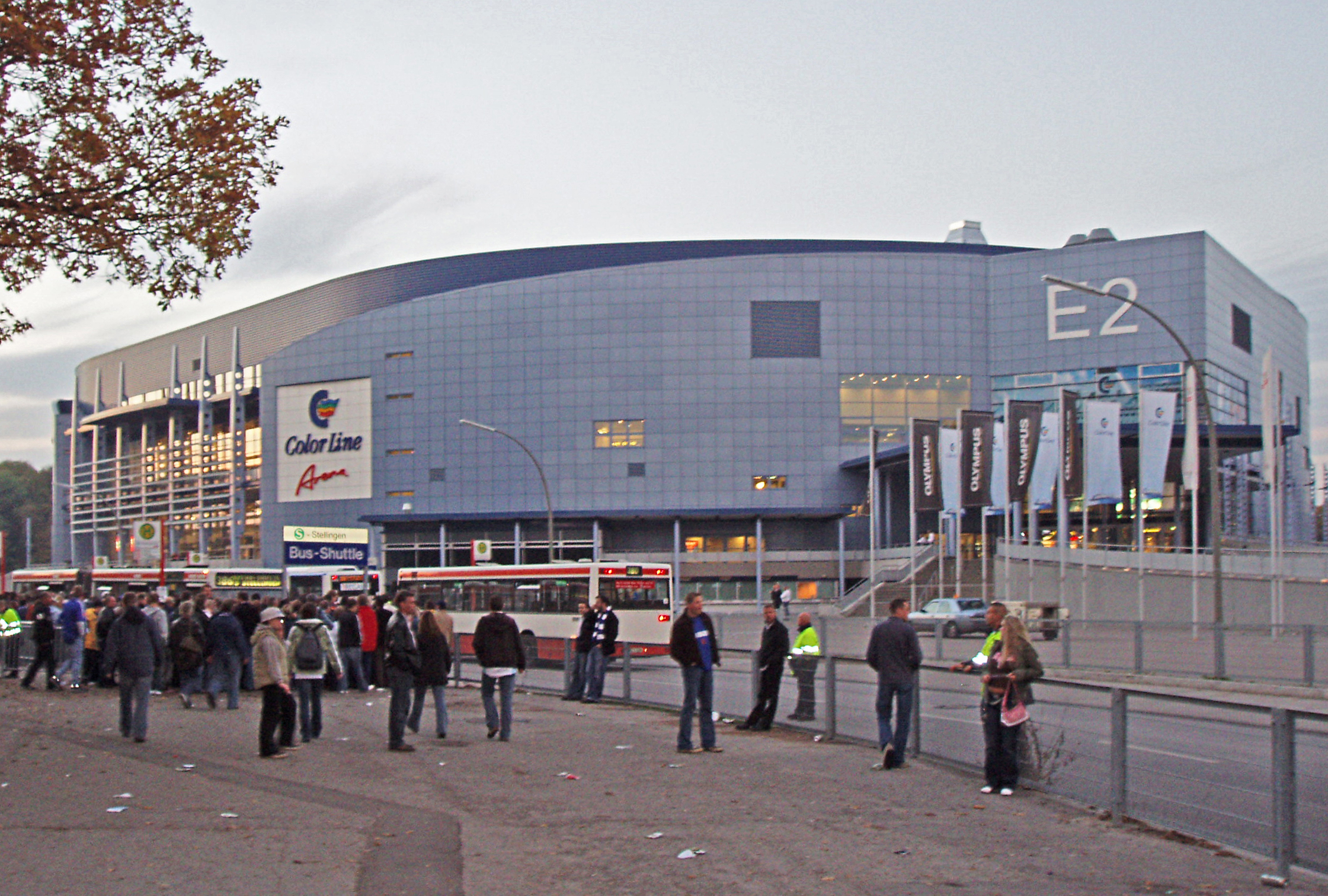
Die Mehrzweckhalle mit dem alten Namenssponsoren im Jahr 2005
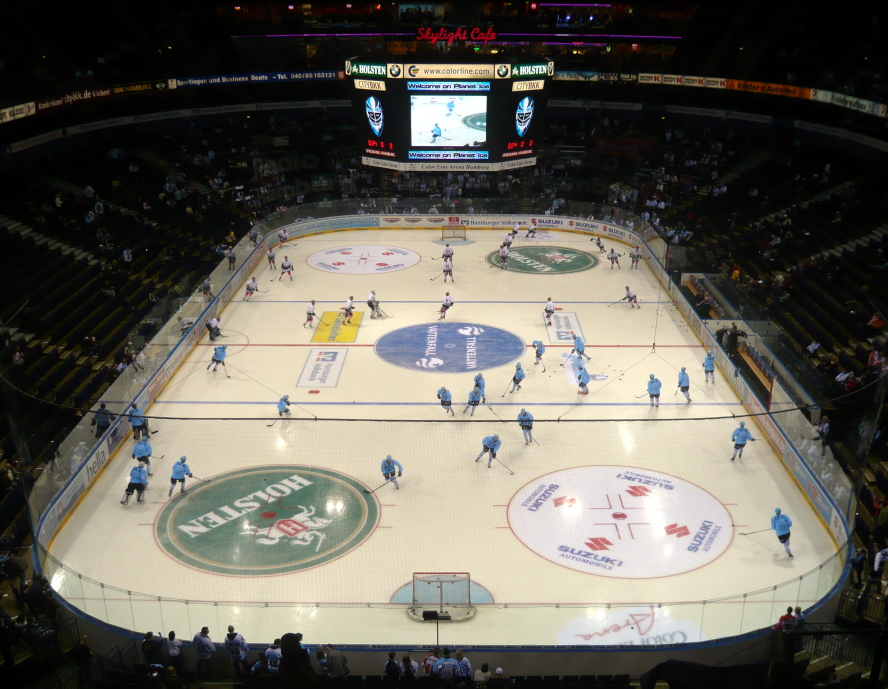
Die Hamburg Freezers bei einem Spiel gegen die Eisbären Berlin im Oktober 2006
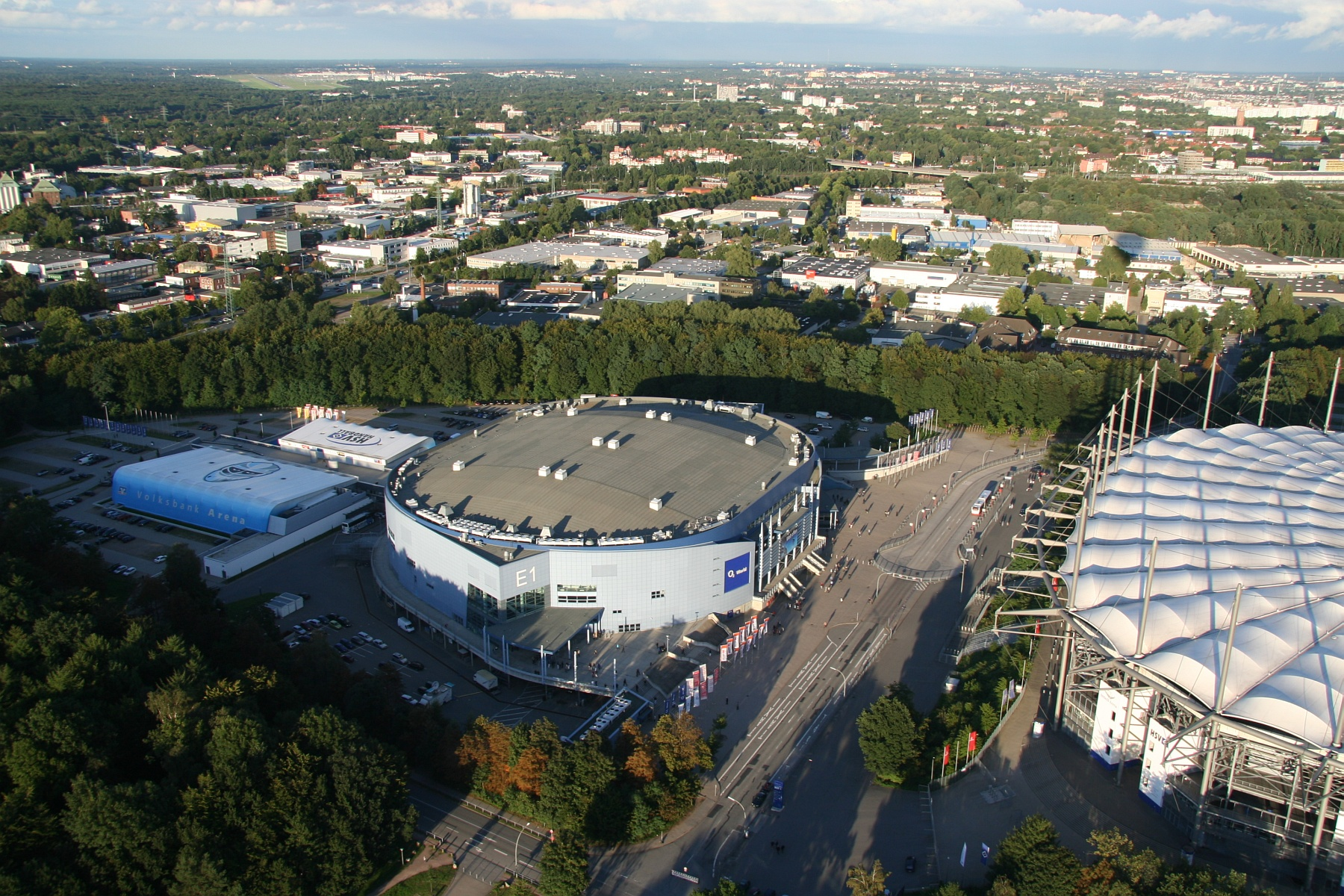
Luftbild 2010